# 神明社 (常滑市)
神明社（しんめいしゃ）は、愛知県常滑市栄町6丁目200にある神社。社格は旧郷社。愛称は常滑神明社（とこなめしんめいしゃ）。

## 祭神
- 天照皇大御神
- 豊受姫大神

## 歴史
明応3年（1494年）、瀬木の千代の峰に祀られていた古社が神明社（西之宮）・常石神社（高宮）・大善院鎮守社（中之宮）の3社に分祀された際に創建された。近世の氏子区域は保示村、市場村、山方村、瀬木村、北條村の5村であり、これらの村は1884年（明治17年）に合併して知多郡常滑村となっている。
1946年（昭和21年）には宗教法人令によって宗教法人の神明社となった。1951年（昭和26年）には愛知県神社庁による六等級社（旧県社に相当）に昇格した。1954年（昭和29年）に常滑町などが合併して常滑市が発足すると、かつての5村は区という扱いとなった。
江戸時代には夏に例祭が行われていたが、明治になって例祭の時期が春に変更され、常石神社の例祭の前日または翌日となった。保示、市場、山方、奥条、瀬木、北條の6台の山車があり、2日間に渡って氏子区域を巡行する。

## 境内

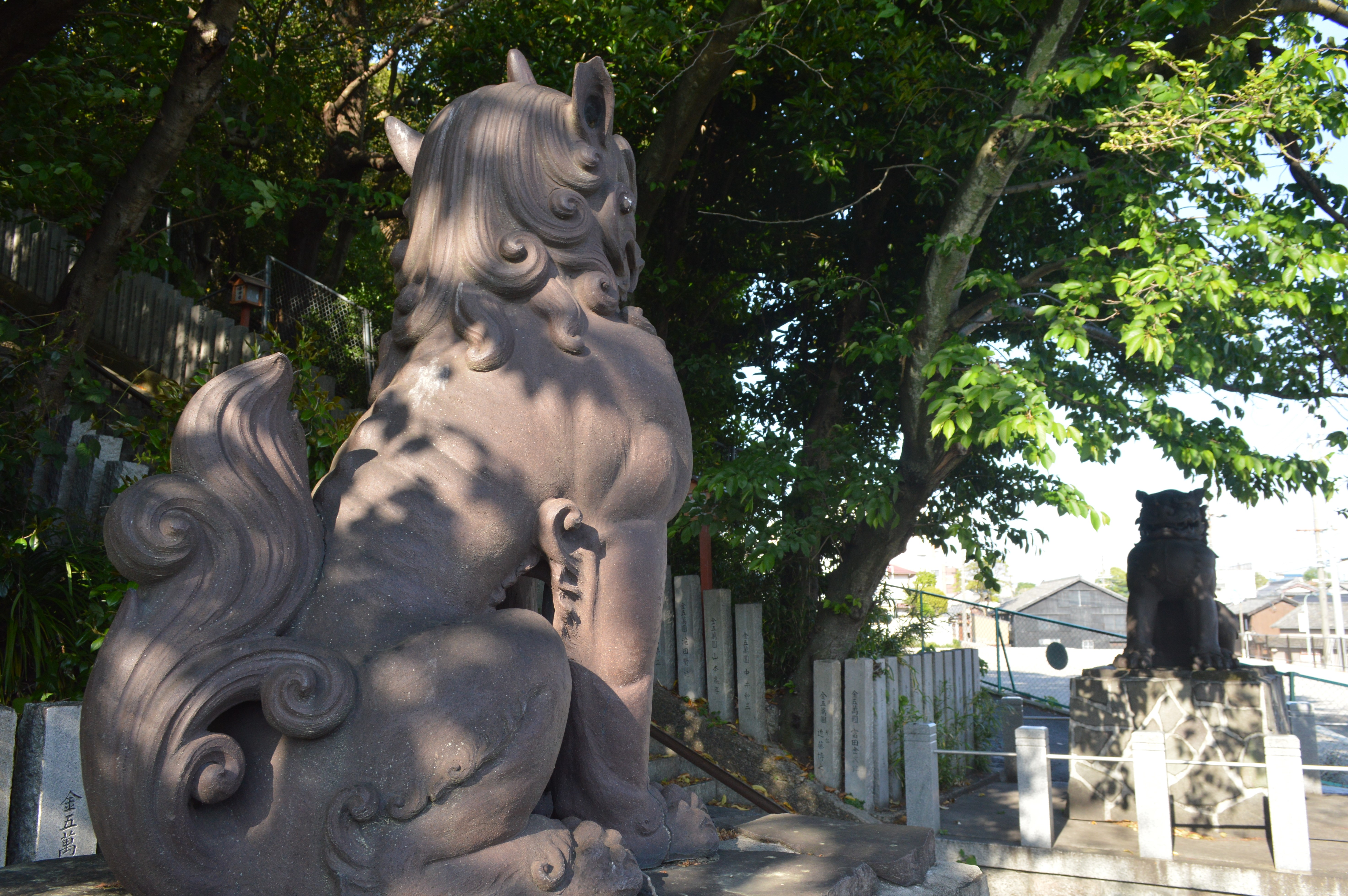
陶器製の狛犬

### 陶器製の狛犬
1942年（昭和17年）1月には、南側参道階段下に常滑焼の陶器製狛犬が設置された。陶器製狛犬は窯業産地にはしばしば見られ、三州瓦で知られる高浜市の春日神社などにもある。

### 境内社
- 恵比須社
- 香良須社
- 猿田彦社
- 多賀社
- 秋葉社
- 八幡社
- 御鍬社
- 白山社
- 津島社
- 金刀比羅社
- 山神社

## 現地情報
所在地
愛知県常滑市栄町6丁目200
交通アクセス
名鉄常滑線 常滑駅から南西に約700メートル。